# Trentino Volley (femminile)
La Trentino Volley è una società pallavolistica femminile italiana con sede a Trento: milita nel campionato di Serie A2.

## Storia
La Trentino Volley viene fondata nell'estate 2022, dalla stessa dirigenza della società maschile. Grazie all'acquisto del titolo sportivo dalla Trentino Rosa, esordisce nella stagione 2022-23 nel campionato italiano di Serie A2: nella stessa annata si qualifica per la prima volta alla Coppa Italia di Serie A2, venendo eliminata in semifinale dal Roma Club, ed ottiene la promozione in Serie A1, grazie alla vittoria dei play-off promozione.
Nella stagione 2023-24 debutta nella massima divisione italiana, retrocedendo però al termine dell'annata in Serie A2 a seguito dell'ultimo posto in classifica.

## Rosa 2024-2025
| N° | Nome               | Ruolo | Data di nascita   | Nazionalità sportiva |
| -- | ------------------ | ----- | ----------------- | -------------------- |
| 1  | Virginia Ristori   | S     | 4 settembre 1999  | Italia               |
| 2  | Beatrice Zeni      | L     | 27 luglio 2008    | Italia               |
| 3  | Emilia Weske       | O     | 26 marzo 2001     | Germania             |
| 5  | Ilaria Batte       | P     | 27 giugno 2005    | Italia               |
| 7  | Aneta Zojzi        | S     | 23 maggio 2003    | Italia               |
| 8  | Giulia Marconato   | C     | 26 aprile 2003    | Italia               |
| 9  | Silvia Fiori       | L     | 18 luglio 1994    | Italia               |
| 10 | Maria Teresa Bassi | O     | 28 settembre 2002 | Italia               |
| 11 | Vittoria Prandi    | P     | 4 novembre 1994   | Italia               |
| 12 | Beatrice Molinaro  | C     | 15 giugno 1995    | Italia               |
| 13 | Dominika Giuliani  | S     | 26 novembre 2004  | Italia               |
| 16 | Greta Iob          | C     | 26 giugno 2006    | Italia               |
| 17 | Valeria Pizzolato  | C     | 20 maggio 1999    | Italia               |
| 18 | Dayana Kosareva    | S     | 24 agosto 1999    | Italia               |